# Seo Eun-woo
Seo Eun-woo (서은우?; Gongju, 11 febbraio 1991) è un'attrice sudcoreana.

## Filmografia
- Hello, My Twenties! (청춘시대?, CheongchunsidaeLR) – serial TV (2017)
- Jugglers (저글러스?) – serial TV (2017)
- A Korean Odyssey (화유기?, HwayugiLR) – serial TV (2017)
- Eurachacha Waikiki (으라차차 와이키키?) – serial TV (2018)
- Hunnamjeong-eum (훈남정음?) – serial TV (2018)
- Yeoldubam (열두밤?) – serial TV (2018)
- Bing-ui (빙의?) – serial TV (2019)